# Ořechov (Brno-vidéki járás)
Ořechov település Csehországban, a Brno-vidéki járásban. Ořechov Radostice, Moravany, Mělčany, Želešice, Syrovice, Silůvky, Prštice, Bratčice, Hajany, Střelice és Nebovidy településekkel határos. Lakosainak száma 2877 fő (2024. január 1.).

## Népesség
A település lakosságának változását az alábbi diagram mutatja:
| Lakosok száma | 1932 | 2317 | 2672 | 2208 | 2474 | 2353 | 2694 | 2748 | 2821 | 2877 |
|               | 1869 | 1890 | 1921 | 1950 | 1980 | 2001 | 2017 | 2019 | 2022 | 2024 |